# Naoto Mizuuchi
Naoto Mizuuchi (jap. 水内 直人, Mizuuchi Naoto; * 30. August 1989 in Tomakomai, Hokkaidō) ist ein ehemaliger japanischer Eishockeyspieler, der zuletzt bis 2016 bei den Tōhoku Free Blades aus der Asia League Ice Hockey unter Vertrag stand.

## Karriere
Naoto Mizuuchi begann seine Karriere als Eishockeyspieler an der Chūō-Universität, für deren Eishockeymannschaft er von 2008 bis 2012 aktiv war. Anschließend wechselte der Stürmer zu den Tōhoku Free Blades in der Asia League Ice Hockey, mit denen er gleich in seinem ersten Jahr den Titel in dieser damals trinationalen Liga mit Teams aus China, Japan und Südkorea gewann. Auch 2015 gewann er mit den Free Blades die Asia League. Nach vier Jahren bei dem Team aus Hachinohe, beendete er seine Karriere.

### International
Für Japan nahm Mizuuchi bereits an den U18-Weltmeisterschaften 2006 und 2007 jeweils in der Division I sowie der U20-Weltmeisterschaft 2009 teil, wobei ihm bei Letzterer mit seiner Mannschaft durch den Gewinn der Gruppe A der Division II der Aufstieg in die Division I gelang. Zudem spielte er mit der japanischen Studentenauswahl bei der Winter-Universiade 2011 im türkischen Erzurum.
Sein Debüt in der Herren-Nationalmannschaft gab Mizuuchi bei der Weltmeisterschaft 2013, bei der seine Mannschaft in der Gruppe A der Division I antrat und den vierten Platz belegte. Mizuuchi erzielte dabei den 1:0-Führungstreffer beim 4:1-Erfolg gegen den späteren Absteiger Großbritannien.

## Erfolge und Auszeichnungen
- 2009 Aufstieg in die Division I bei der U20-Weltmeisterschaft der Division II, Gruppe A
- 2013 Gewinn der Asia League Ice Hockey mit den Tōhoku Free Blades
- 2015 Gewinn der Asia League Ice Hockey mit den Tōhoku Free Blades

## Asia-League-Statistik
(Stand: Ende der Saison 2015/16)